# Otis R. Bowen
Otis R. Bowen celým jménem Otis Ray Bowen (26. února 1918 poblíž města Rochester, Indiana, USA – 3. května 2013 Donaldson, Indiana, USA) byl americký republikánský politik a v letech 1985–1986 ministr zdravotnictví Spojených států amerických ve vládě Ronalda Reagana. Předtím, v letech 1973–1981, zastával funkci guvernéra státu Indiana.
V roce 1989 se přestal věnovat politice a usadil se v malém městě Bremen. Zemřel v roce 2013 v blízké vesnici Donaldson ve věku 95 let.